# Der ewige Jude
Der ewige Jude (De eeuwige Jood) is de titel van drie met elkaar in verband staande nationaalsocialistische werken: een boek, een tentoonstelling en een propagandafilm. Alle drie de werken zijn onverhuld antisemitisch. De titel Der ewige Jude is gebaseerd op een christelijke legende van de wandelende Jood.

## Het boek
Het boek Der Ewige Jude verscheen in 1937, en was samengesteld door Franz Eher Nachfolger GmbH, de pro-NSDAP uitgeverij van Max Ammann, die de Rijksleider voor de Pers was, en daarmee een van de hoogste leiders was van de NSDAP. De voorpagina toont een karikatuur van een Joodse man met in de ene hand met bloed besmeurde munten, in de andere een zweep, en onder de arm de kaart van de Sovjet-Unie met hamer-en-sikkel erop. De inhoud bestaat uit 265 foto´s en plaatjes met begeleidende teksten in een zeer antisemitische context. Zo toont pagina 18 een foto een man in Joodse kledij die door de politie wordt afgevoerd; de begeleidende tekst verklaart dat Joden betrokken zijn bij georganiseerde en politieke misdaad en dat een Duitser niet veilig is in de Joodse wijk van Berlijn. Pagina 36 toont een grafiek die zou aantonen dat de Joden de Duitse economie beheersen. Verder wordt hen seksuele losbandigheid verweten, wordt gesuggereerd dat ze onhygiënisch zijn en ziekten verspreiden, en wordt hen verweten dat ze niet in staat zijn tot creatieve arbeid waardoor hun kunst ontaard zou zijn.

## De tentoonstelling
Het door Goebbels geleide Ministerie van Propaganda verwerkte het boek in een tentoonstelling die in 1937 en 1938 in München vertoond werd, en eveneens de titel Der Ewige Jude had. De tentoonstelling was op het boek gebaseerd, toonde dezelfde foto´s en grafieken, bracht dezelfde antisemitische boodschap, en werd in verband gebracht met een toename van antisemitisch geweld in Duitsland. Dit vormde de opmaat naar de Reichskristallnacht. 

## De film
Hiter was ontevreden over de reactie van het Duitse volk na de Reichskristallnacht in 1938; hij had een enthousiastere deelname verwacht in plaats van passiviteit en passieve goedkeuring. Hij verordonneerde dan ook dat iedere filmstudio een antisemitische film moest maken. 
Dit leidde tot de productie van de film, eveneens getiteld Der Ewige Jude, in 1940, geregisseerd door Fritz Hippler, waarbij zowel Hitler als Goebbels een sterke invloed hebben gehad op de vorm en inhoud. De compilatiefilm is onverhuld antisemitisch en verscheen in het tweede jaar van de Tweede Wereldoorlog.
De film is een compilatie van verschillende beelden, waarbij met name beelden zijn gebruikt van Poolse Joden. In Polen was circa 10% van de bevolking Joods.
Der ewige Jude laat zich grofweg in vier thema’s onderverdelen:
1. Opnamen in de Poolse getto’s
2. Opsomming en beoordeling van verschillende politici en artiesten op het internationale wereldtoneel van Joodse komaf
3. Religieuze ceremonieën, religieus onderwijs, gebedsdienst en een rituele slachting
4. Rijksdagrede van Hitler met marcherende SA-mannen

De film laat Joodse personen zien die armoedig gekleed zijn en gedeeltelijk tandeloos in de camera grijnzen. De opkomst van de Joden in Oost-Europa wordt vergeleken met de opkomst van ratten. Daarnaast worden selectief getallen genoemd van hoeveel Joden in welke sectoren werkzaam zijn.
Ook laat de film beelden zien in combinatie met teksten uit de Thora die moeten aantonen dat de Joden zich tegen de niet-Joden keren en een ziek volk zijn.
De film is tegenwoordig in Duitsland verboden.